# Ato de Sucessão à Coroa de 2013
O Ato de Sucessão à Coroa de 2013 (originalmente em inglês: Succession to the Crown Act 2013) é um Ato do Parlamento do Reino Unido que alterou as leis de sucessão ao trono britânico após aprovação dos Acordos de Perth, em 2011. O ato revoga o Ato de Matrimônios Reais de 1772, substituindo a primogenitura de preferência masculina pela primogenitura absoluta para os nascidos na linha de sucessão após 28 de outubro de 2011, o que significa que o primogênito passa a preceder aos demais herdeiros independentemente de sexo. O Ato também encerra a longínqua tradição de remover da linha de sucessão ao trono aquele que casasse com um católico romano, além de extinguir a obrigatoriedade dos seis primeiros na linha de sucessão de obter aprovação do soberano para casar-se. A medida passou a valer a partir de 26 de março de 2015, enquanto outros Reinos da Comunidade de Nações implementaram os Acordos de Perth dentro de suas próprias leis.

## Previsões

### Gênero
Homens nascidos após 28 de outubro de 2011 não mais precedem as mulheres na linha de sucessão. Os primeiros herdeiros na linha de sucessão afetados por tais alterações foram os filhos de Lady Davina Lewis: seu filho Tāne (nascido em 2012) e sua filha Senna (nascida em 2010), que foram revertidos na ordem de sucessão, tornando-se o 29º e 28ª respectivamente. 
Quando o Ato foi promulgado, a Duquesa de Cambridge estava grávida de Princesa Carlota, sobre quem a medida não teve um efeito imediato prático; desde seu nascimento em 2 de maio de 2015, Carlota é a quarta na linha de sucessão ao trono, seguindo seu irmão mais velho Jorge de Cambridge e à frente de seu tio, Henrique de Gales. Contudo, devido às previsões do Ato, Carlota manteve sua posição na ordem de sucessão mesmo após o nascimento de seu irmão Luís de Cambridge em 2018.

### Matrimônio com católicos
Casamento com católicos romanos não mais desqualifica o indivíduo de suceder à Coroa. A descrição da lei mencionava que aqueles que perderam suas posições na linha de sucessão pelo casamento com católicos romanos seriam reinstalados, porém aqueles "com uma projeção realista de suceder ao trono" não seriam afetados. O primeiro membro da realeza afetado por esta mudança foi Jorge de St. Andrews, que havia casado com uma católica em 1998, e foi restaurado ao 34º lugar na linha de sucessão, logo após seu pai, O Duque de Kent. No entanto, a determinação do Decreto de Estabelecimento de 1701 de que o monarca seja Protestante permanece inalterada, uma vez que o soberano britânico é também Governador Supremo da Igreja de Inglaterra.

### Consentimento real ao casamento
O Ato de Matrimônios Reais de 1772 foi revogado. Ainda assim, somente os seis primeiros indivíduos na linha de sucessão ao trono necessitam da aprovação real para casar-se. O eventual casamento sem consentimento do soberano desqualificaria o nobre e seus descendentes diretos da sucessão à Coroa. Contudo, o casamento seria ainda legalmente válido. 
Casamentos invalidados sob o Ato de Matrimônios Reais de 1772 serão considerados como nunca invalidados, exceto em casos relativos à sucessão real, mediante todas as seguintes condições:
1. Nenhuma das partes do matrimônio era um dos seis herdeiros imediatos na linha de sucessão à data do casamento.
2. Nenhum consentimento foi solicitado sob a Seção I do Ato, ou notificação concedida sob a Seção II do Ato, em respeito ao casamento.
3. Em todas as circunstâncias, era razoável que a pessoa em causa não tivesse conhecimento, no momento do casamento, que o Ato lhe aplicava.
4. Nenhuma pessoa agiu antes da entrada em vigor do Ato de 2013, alegando que o casamento era nulo.

## Reações

### Família real
Em 6 de janeiro de 2013, o jornal britânico Daily Mail publicou que o Príncipe de Gales tinha "sérias preocupações" sobre a legislação proposta:
| “ | Em reunião com Richard Heaton, secretário permanente no Cabinet Office, diz-se que o Príncipe levantou questionamentos sobre o que poderá ocorrer se seus descendentes puderem casar-se com católicos romanos (sob a Lei Canônica 1125 da Igreja Católica)... e o potencial impacto de modificar as regras da sucessão real para outros títulos que atualmente ultrapassam a linhagem masculina. | ” |

Um porta-voz do Cabinet Office e um representante do Príncipe de Gales recusaram-se a comentar as publicações do jornal. Em 9 de janeiro, o então Primeiro-ministro David Cameron declarou que "houve muito contato entre 10 Downing Street e o Palácio e todas as questões foram acertadas e acordadas".